# Sophie Zelmani
 (juillet 2016).
Si vous disposez d'ouvrages ou d'articles de référence ou si vous connaissez des sites web de qualité traitant du thème abordé ici, merci de compléter l'article en donnant les références utiles à sa vérifiabilité et en les liant à la section « Notes et références ».
Sophie Edkvist, dite Sophie Zelmani, est une chanteuse suédoise d'expression anglaise, née le 12 février 1972 à Stockholm. Elle s'est fait connaître mondialement en 1995 grâce à son premier single, Always You.

## Biographie
Sophie Zelmani voit le jour dans la banlieue de Stockholm. Son père lui achète sa première guitare à l'âge de 14 ans. Malgré l'absence de formation musicale, Zelmani devient auteure-compositrice et enregistre quelques chansons dans un studio local. Après avoir envoyé ses démos à trois maisons de disques, elle se voit offrir un contrat par Sony Music Suède.
Elle sort son premier album (éponyme) en 1995. Le guitariste-producteur Lars Halapi (sv) signe les arrangements, ainsi que le début d'une longue complicité.
Le titre Always You la fait alors connaître internationalement, aussi bien en Europe, aux États-Unis, qu'au Japon (où elle devient disque d'or). En France, il se classe 27ème en août 1996. Bien que les albums suivants passent quasiment inaperçus en France, Sophie Zelmani arrive en tête des ventes en Suède à chaque nouvelle sortie de disque, et rencontre toujours un franc succès au Japon, ainsi qu'en Suisse et en Allemagne.
Sa chanson Stand By est utilisée dans le film Independence Day (1996) et Always You dans Le Mariage de mon meilleur ami (1997).
En 2005, dix ans après son premier album, elle sort un best-of intitulé A Decade of Dreams. En 2007, sortie en février de son 7e album, Memory Loves You. Son album suivant, intitulé The Ocean and Me, sort le 3 septembre 2008, et se place en tête des ventes en Suède dès la première semaine.
En février 2010, sort son 9e album : I'm the Rain, suivi de Soul l'année suivante. En mars 2014, Going Home est le premier album à sortir sur le propre label de Sophie Zelmani : O Dear Recordings. Cet album regroupe de nouvelles versions de titres tirés de ses anciens album, avec pour objectif de faire découvrir son univers dans les pays où elle n'était pas distribuée.

## Discographie

### Albums
- 1995 : Sophie Zelmani
- 1998 : Precious Burden
- 1999 : Time to Kill
- 2002 : Sing and Dance
- 2003 : Love Affair
- 2005 : A Decade of Dreams (best of)
- 2007 : Memory Loves You
- 2008 : The Ocean and Me
- 2010 : I'm the Rain
- 2011 : Soul
- 2014 : Going Home (reprises)
- 2014 : Everywhere
- 2015 : Bright Eyes
- 2017 : My Song
- 2019 : Sunrise
- 2022 : The World Ain't Pretty

### Singles
- 1995 : Always You